# ولاية كوتش
ولاية كوتش كانت ولاية داخل الهند في الفترة من عام 1947 وحتى عام 1956. وكانت عاصمتها بهوج.
تعرف تلك الولاية حاليًا باسم منطقة كوتش داخل ولاية كجرات الهندية.

## تاريخ تأسيسها
شُكلت ولاية كوتش من أراضي ولاية كوتش الأميرية السابقة، التي انضم حاكمها ( ماهاراو سري فيجاياراجي) إلى اتحاد الهند في 15 أغسطس 1947.
ظلت إدارة كوتش بعد الانضمام في أيدي حاكمها السابق حتى وفاته في 26 فبراير 1948، ثم خلفه ابنه ماهاراو شري مغراجي. في 1 يونيو 1948، نُقلت الإدارة إلى حكومة الهند، حيث عمل على إدارتها رئيس المفوضين ورئيس الوزراء سيث راجمالشا من عام 1947 إلى عام 1956.
كانت كوتش مقاطعة مستقلة، لكن عند دخول دستور الهند حيز التنفيذ في 26 يناير 1950، أصبحت كوتش ولاية من "الفئة ج"، أيّ أنّ إدارتها أصبحت تحت السيطرة المباشرة للحكومة المركزية في دولة الهند.
في 1 نوفمبر 1956، أعيد تنظيم ولاية بومباي بموجب قانون إعادة تنظيم الولايات، وانضم لها مناطق مختلفة بما في ذلك ولاية كوتش. وهكذا أصبحت منطقة كوتش تابعة لولاية بومباي. في 1 مايو 1960، انقسمت ولاية بومباي على أسس لغوية لتشكل ولايتي كجرات وماهاراشترا وأصبحت منطقة كوتش جزءًا من ولاية كجرات.